# 弗洛里涅
48°20′38″N 29°31′17″E / 48.34389°N 29.52139°E
弗洛里涅（烏克蘭語：Флорине），是烏克蘭的村落，位於該國西南部文尼察州，由海辛區負責管轄，始建於1697年，面積50.7平方公里，海拔高度221米，2001年人口4,571，人口密度每平方公里90.17人。